# Montorio Romano
Montorio Romano ist eine italienische Gemeinde in der Metropolitanstadt Rom in der Region Latium mit 1910 Einwohnern (Stand 31. Dezember 2023).

## Geographie
Montorio liegt 51 km nordöstlich von Rom und 33 km nördlich von Tivoli. Der Ortskern liegt auf einem Ausläufer der Monti Lucretili nördlich von Tivoli. Das Gemeindegebiet erstreckt sich über eine Höhe von 135 bis 934 m s.l.m. Der Ort ist Mitglied der Comunità Montana Monti Sabini e Tiburtini.
Die Gemeinde liegt in der Erdbebenzone 2 (mittel gefährdet).
Die Nachbargemeinden sind Monteflavio, Montelibretti, Moricone, Nerola und Scandriglia (RI).

### Verkehr
Montorio liegt südlich der Via Salaria SS 4 die von Rom über Ascoli Piceno an die Adriaküste bei Porto d’Ascoli führt. Die nächste Autobahnauffahrt ist Roma Nord an der A1 Autostrada del Sole in 23 km Entfernung.
Der nächste Bahnhof liegt in Passo Corese an der Regionalbahnstrecke FR1 vom Flughafen Rom-Fiumicino über Rom-Tiburtina nach Orte, in 18 km Entfernung.

## Bevölkerungsentwicklung
| Jahr      | 1881 | 1901 | 1921 | 1936 | 1951 | 1971 | 1991 | 2001 |
| --------- | ---- | ---- | ---- | ---- | ---- | ---- | ---- | ---- |
| Einwohner | 1361 | 1560 | 1706 | 1931 | 1925 | 1742 | 1847 | 1829 |

Quelle: ISTAT

## Politik
Domenico Di Bartolomeo (Lista Civica: Nuove Energie In Comune) wurde im Mai 2006 zum Bürgermeister gewählt. Am 5. Juni 2016 wurde er wiedergewählt.